# وامبانواغ
شعب وامبانواغ (بالإنجليزية: Wampanoag) ويدعون أيضا ماساسويت Massasoit أو ووباناك Wôpanâak، هي قبيلة من الهنود الحمر. ينتمي أكثر شعب الوامبانواغ اليوم إلى قبيلتين معترف بهما فدراليا هما ماشبي وأكويناه، من ولاية ماساتشوستس، أو أربع قبائل معترف بها من ولاية ماساتشوستس.
في بداية القرن السابع عشر، وفي زمن أول اتصال مع الإنجليز، عاش الوامبانواغ في جنوب شرق ولاية ماساتشوستس ورود ايلاند، وكذلك ضمن الأراضي التي تشمل حاليا جزر مارثا فينيارد ونانتوكيت. بلغ عدد سكان القبيلة بالآلاف بسبب ثراء البيئة وزراعتهم للذرة والفاصوليا والكوسا. عاش ثلاثة آلاف وامبانواغ في جزيرة مارثا فينيارد وحدها.
بين 1615-1619 عانى الوامبانواغ من وباء اشتبه لفترة طويلة بكونه الجدري، ولكن البحوث التي أجريت مؤخرا طرحت نظرية أنه كان داء البريميات، وهي عدوى بكتيرية معروفة أيضا باسم متلازمة ويل أو حمى الأيام السبعة. وتسبب في نسبة وفيات مرتفعة بينهم وكاد يدمر مجتمعهم. يشير الباحثون إلى أن الخسائر الناجمة عن هذا الوباء كانت كبيرة بحيث المستعمرين الإنكليز استطاعوا بسهولة تأسيس مستوطناتهم في مستعمرة خليج ماساتشوستس في السنوات اللاحقة. وبعد مرور أكثر من 50 عاما، قامت حرب الملك فيليب (1675-1676) ضد المستعمرين الإنكليز وأدت لوفاة 40 بالمئة من القبيلة. بيع معظم الناجين من الذكور كعبيد في جزر الهند الغربية. وتم استعباد العديد من النساء والأطفال في نيو انغلاند.
في حين أن القبيلة اختفت من السجلات التاريخية من أواخر القرن الثامن عشر، فإن أفرادها ظلوا باقين. بقي الناجين في مناطقهم التقليدية وواصل العديد منهم ممارسة عاداتهم، في حين دخلت معهم مجتمعات أخرى عن طريق الزواج وتكيفوا مع الاحتياجات المتغيرة الاقتصادية والثقافية في المجتمعات المتوسعة. ورغم أن آخر ناطق أصلي للغة الووباناك قد توفي منذ أكثر من 100 عاما، فقد عمل شعب الوامبانواغ منذ عام 1993 في مشروع لإحياء اللغة وخلق جيل جديد من الناطقين الأصليين. ويعمل المشروع أيضا على تنمية المنهج والمعلم.